# Западно-Венгерское восстание (1921)
Западно-Венгерское восстание — движение за независимость венгерских националистов, выступавших за присоединение бывших западно-венгерских (на момент начала восстания — восточно-австрийских) земель в районе города Шопрон к Венгрии. По результатам референдума, проведенного в 1921 году в Шопроне и ближайших деревнях, около 65% голосовавших высказались за возвращение в состав Венгрии; в результате, австрийское руководство согласилось передать город Венгрии, сохранив при этом большую часть территории региона Бургенланд.

## Предпосылки конфликта
По окончании Первой мировой войны страны Антанты заключили с новыми венгерскими властями мирное соглашение, получивший название Трианонский договор (по названию дворца Большой Трианон, где был подписан документ). Согласно его положениям Венгрия была вынуждена отказаться от большей части своей территории в границах 1914 года (около 70 % земель бывшего Венгерского королевства отошли новым соседним государствам) и населения, численность которого была сокращена с 21 миллиона до 7,6 миллионов человек.
Ещё до подписания соглашения, австрийская делегация в Париже активно настаивала на необходимости проведения плебисцита на территории федеральной земли Бургенланд — которая венгерскими властями именовалась Западной Венгрией. Однако решение о передаче этих земель в состав Австрии без проведения референдума было принято странами-победительницами в одностороннем порядке, что некоторые исследователи объясняют двумя факторами: во-первых, стремлением как можно сильнее ослабить недавно образовавшуюся Венгерскую советскую республику (которая на момент подписания договора уже де-факто не существовала) и, во-вторых, связать столичный регион Австрии — Вену — с «восточноавстрийскими» землями, которые специализировались, главным образом, на сельском хозяйстве и пищевой промышленности.

## Ход конфликта

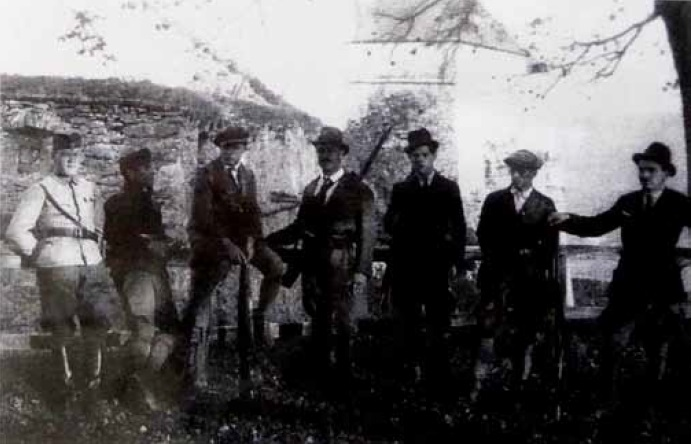
Венгерские повстанцы в Форхтенштайне.

10 сентября 1919 был подписан Сен-Жерменский договор, согласно которому западновенгерские территории перешли под юрисдикцию Австрии. Большая часть проживавших в регионе венгров, внезапно для себя, была вынуждена адаптироваться к жизни в составе другого государства. Они не приняли положений соглашений и уже вскоре после обнародования подобных договоренностей начали активную деятельность по возврату территорий в состав Венгрии.
После короткого времени существования Венгерской советской республики политическая власть в стране, с ноября 1921 года, перешла новому руководству — во главе с националистом и консерватором Миклошом Хорти. Не признавая положений Сен-Жерменского и Трианонского мирных договоров, Хорти систематически декларировал принадлежность Бургенланда Венгрии. 28 августа 1921 года австрийские войска и полицейские силы предприняли попытку занять переданные по договорам территории — для того, чтобы установить контроль на местах. Однако они столкнулись со значительным сопротивлением радикально настроенных венгерских националистов, включая студентов местного университета.
Венгерское руководство было готово на передачу большей части земель Австрии, однако оставляло за собой право на город Шопрон, который Будапешт однозначно хотел видеть в составе Венгрии. 11 октября — в результате переговоров в Венеции — венгерское правительство согласилось на передачу большей части Бургенланда под полную юрисдикцию Австрии при условии, что последняя возьмет на себя обязательства провести в Шопроне (и прилегающих к нему восьми округах) плебисцит с вопросом о присоединении к Венгрии или сохранении статуса австрийской территории.

## Австрийская оккупация и венгерское движение сопротивления
К началу 1920 года территория все еще находилась под венгерским контролем, хотя Сен-Жерменское соглашение было подписано еще 10 сентября 1919 года. Венгры пытались еще в феврале 1920 года акцентировать внимание на необходимости проведения плебисцита на спорных территориях.
Долгое время Вена не могла собрать достаточные силы, чтобы установить контроль над регионом: по мирными соглашениями, обеим странам запрещалось размещать на территории Западной Венгрии регулярные войска. Весь процесс «овладения территорией» должен был осуществляться полицейскими силами и гражданской администрацией. За время этой подготовки из Будапешта в Вену было послано несколько запросов о пересмотре границ. Хотя венгры и получили промежуточную согласие от канцлера Австрии Шобера, австрийский комитет по вопросам иностранных дел не одобрил предложение Будапешта, из-за чего приготовления к аннексии продолжились.
Лишь в конце августа австрийское руководство отдало окончательный приказ: многочисленные полицейские подразделения и гражданская администрация двинулась через довоенную границу, а уже 28-го августа произошла первая вооруженная стычка между австрийцами и венгерскими повстанцами — которые состояли в основном из бывших военнослужащих, потерявших свое место в рядах вооруженных сил вследствие демилитаризации и части местного населения, не желавшего изменения границы, остававшейся в неприкосновенности в течение примерно десяти веков.
Австрийские силы обладали кратным численным превосходством, но низкий уровень боевой подготовки и невысокое моральное состояние частей сыграли решающую роль в конфликте. Отдельные показательные случае включали в себя столкновение у населенного пункта Felsöör, в котором отряд повстанцев численностью в восемь человек с одним пулеметом заставил отступить австрийское подразделение в 200 человек.
Активной фазой восстания был период конца августа по начало сентября. В течение этих дней происходили перестрелки и более масштабные столкновения с общим количеством участников до 500—700 человек. 5 сентября 1921 года в результате одного из столкновений австрийцы потеряли 30 человек, а повстанцы — 7.
За весь период оккупации австрийские подразделения не одержали ни одной победы в открытых вооруженных противостояниях, и уже до середины сентября 1921 года усилиями повстанцев и «партизанских» формирований территория Западной Венгрии была освобождена от австрийских подразделений, которые отступили к старой границе.